# 蘇秀華
蘇秀華（SO Sau Wah，1985年8月26日—），香港賽艇運動員。2005年，獲民政事務局頒予「民政事務局局長嘉許獎狀」；2006及2007年，獲香港奧委會頒贈「宏利香港運動員獎學金計劃」。

## 簡歷
2009年蘇秀華代表香港參加2009年東亞運動會賽艇比賽，伙拍鄒廣榮奪得男子輕量級雙人雙槳艇金牌，這是香港賽艇隊繼1993年何劍暉於第1屆東亞運動會奪金後，16年來的首面綜合運動會金牌。2010年，蘇再度伙拍鄒廣榮出戰2010年亞洲運動會，取得男子轻量级双人双桨赛艇銀牌。

## 參賽紀錄
- 2001年 亞洲青少年划艇錦標賽 - 雙人雙槳艇（金牌）、男子八人艇（銀牌）
- 2006年 多哈亞運會 - 輕量級雙人艇（第八名）
- 2007年 第七屆亞洲室內賽艇錦標賽 - 輕量級個人二千米賽（第三名）、輕量級個人五百米賽（第二名）
- 2007年 廿三歲以下世界賽艇錦標賽 - 輕量級雙人艇（第八名）
- 2007年 亞洲賽艇錦標賽 - 輕量級雙人艇（第二名）、公開組雙人艇（第四名）
- 2008年 第十四屆國際賽艇聯會隊際賽 - 輕量級雙人艇（第六名）
- 2008年 西班牙公開錦標賽 - 輕量級雙人艇（第二名）
- 2008年 國際賽聯奧運會亞洲區資格賽 - 輕量級雙人艇（第一名）
- 2008年 日本盃 - 輕量級雙人雙槳艇（金牌）
- 2009年 國際賽艇聯盟團體盃 - 男子單人艇（銅牌）
- 2009年 日本盃 - 四人雙槳艇（金牌）
- 2009年 亞洲賽艇錦標賽 - 輕量級雙人雙槳艇（金牌）、雙人雙槳艇（銀牌）

## 榮譽
- 香港特區政府嘉獎

行政長官社區服務獎狀（2011年）

## 外部連結
- 香港體育協會暨奧林匹克委員會 運動員資料 （页面存档备份，存于）
- 2010年广州亚运会官方网站 赛艇 - 苏秀华 - 简历[]
- 香港賽艇協會 賽艇運動員檔案 （页面存档备份，存于）